# Silnice II/404
Silnice II/404 je důležitou spojnicí Luk nad Jihlavou a Brtnice.

## Vedení silnice
- křížení s II/602
- Luka nad Jihlavou, křížení s III/4051 a III/3516
- Svatoslav
- Komárovice
- křížení s II/405

## Související silnice III. třídy
- III/4041 Luka nad Jihlavou - Vysoké Studnice (křížení s III/4046)
- III/4042 Luka nad Jihlavou - Otín - křížení s II/602
- III/4043 Luka nad Jihlavou - Jeclov - Bradlo
- III/4044 odbočka z III/3516 na Vržanov
- III/4045 Puklice (křížení s III/4051) - křížení s II/404 - Střížov - Přímělkov